# 非建制自治市鎮

非建制自治市鎮的位置

非建制自治市鎮（Unorganized Borough）是美國阿拉斯加州非建制性質的二級行政區的總稱，即不屬於19個已建制的「自治市鎮」（Borough）的地區。非建制自治市鎮佔阿拉斯加將近一半的面積，但人口僅77,000人左右，大約是阿拉斯加人口的十分之一。非建制自治市鎮人口最多的城市是伯特利，靠近卡斯科奎姆河的出海口。